# 茱莉·拉森-葛林
茱莉·拉森-葛林（英語：Julie Larson-Green，1962年—），又譯為朱莉·拉森-格林，本姓拉森（Larson），婚後冠夫姓葛林（Green），生於美國華盛頓州楓葉鎮（Maple Falls），微軟公司首席体验官與執行副總裁，主管My Life & Work部門。
拉森于1993年加入微软，曾擔任Microsoft Office 2007的產品經理。在她的主導下，引進Ribbon，取代原有的選單介面。她因此在2013年赢得了技术领导奖。此外，她曾主管設備與工作室工程集團（Devices and Studios Engineering Group）。

## 生平
茱莉·拉森葛林在華盛頓州霍特科姆縣枫叶镇长大。
畢業於西華盛頓大學（Western Washington University）企管系，畢業後進入Aldus公司，擔任技術客服人員。在工作之餘，她自修程式，是一位自学成才的程序员。她在西雅圖大學（Seattle University）取得軟體工程碩士學位，進入Aldus公司工作，成為軟體開發部門的主管，負責PageMaker桌面出版软件。
在一次活動期間，茱莉·拉森葛林比較Borland C++與Microsoft Visual C++之間的優劣，對於Visual C++提出許多批評，引起在場微軟公司主管的注意。1993年，茱莉·拉森葛林被聘請進入微軟公司，擔任專案管理（Program management）工作，負責Visual C++的開發。她隨後領導了Office XP和Office 2003的用户界面设计開發。1997年，成為產品經理，進入Office團隊中的FrontPage部門。她曾在SharePoint团队工作，当时SharePoint因为“Office.Net"而闻名。也曾負責提升IE 3.0和4.0的用户体验。朱莉·拉尔森-格林最終升任為公司副总裁，主管Windows客户端项目，其下管理了1200至1400位项目经理、研究人员、经理和其他Windows团队的成员。
2012年，在史蒂芬·辛諾夫斯基突然請辭後，茱莉·拉森葛林被任命為視窗事業部總裁，主管視窗部門的軟體及硬體工程。
2013年，史蒂夫·巴爾默宣布微軟公司部門重整計畫，將微軟分割為四大事業集團，茱莉·拉森葛林升任微軟副總裁，主管設備與工作室工程集團（Devices and Studios Engineering Group），負責監督所有硬體，包括平板電腦Surface、電玩主機Xbox和相關遊戲。 然而一些歧视女性的遊戲玩家对这个消息十分失望。
2014年2月，拉森葛林成为微软首席体验官，負責My Life & Work部門。外界認為，這個職位調動，主要是因微軟收購诺基亚设备业务後，為使斯蒂芬·埃洛普成為微軟設備部門負責人而做出的決定

## 家庭
其夫加雷思·格林（Gareth Green），育有兩名子女。